# Piercia chlorostola
Piercia chlorostola là một loài bướm đêm trong họ Geometridae.